# Porta Giovia
Porta Giovia fu una delle porte minori (o pusterle) poste sul tracciato medievale delle mura medievali di Milano, verso nord-ovest. Prendeva il nome dall'antica Porta Giovia romana. 

## Storia
Sorgeva in uno spazio delle mura rafforzato militarmente con la costruzione della Rocca Giovia (1358-1368), scomparendo nella struttura insieme con la vicina Pusterla delle Azze. Della pusterla da allora non è rimasta più traccia, neppure sui documenti.
Già nel 1288 tuttavia Bonvesin de la Riva non la menziona nell'elenco delle porte della città, che fa nel suo De magnalibus Mediolani.
In questa località i Visconti, attorno alla Rocca originaria, costruirono un vero e proprio Castello di Porta Giovia, che venne distrutto nel periodo della Repubblica Ambrosiana e ricostruito sulle rovine dagli Sforza, divenendo quello che è oggi conosciuto come Castello Sforzesco.